# 坦娅·许贝尔利
坦娅·许贝尔利（德語：Tanja Hüberli，1992年8月27日—），瑞士女子沙滩排球运动员，2021年欧洲沙滩排球锦标赛女子金牌得主、2022年欧洲沙滩排球锦标赛女子银牌得主、2023年欧洲沙滩排球锦标赛女子金牌得主、2024年夏季奥林匹克运动会女子铜牌得主。